# Clavella adunca
Clavella adunca är en kräftdjursart som först beskrevs av Hans Strøm 1762.  Clavella adunca ingår i släktet Clavella och familjen Lernaeopodidae. Arten är reproducerande i Sverige. Inga underarter finns listade i Catalogue of Life.